# 奥乐杜马尔
奥乐杜马尔（Olodumare，Yoruba: O-ló-dù-ma-rè），也被称为奥乐（Ọlọn，意思是“全能”），是约鲁巴宗教中最高创造神的表现形式之一。该名称来自于、和三个词，意思是“造物之主”。
约鲁巴人相信奥乐杜马尔是无所不能的，是一切力量的源泉。奥乐杜马尔行事冷漠——他不直接参与世俗事务，而让其他的奥里莎，即其子女，通过占卜、占有、祭祀等方式来解答人类的问题。“奥乐杜马尔”也象征着一种神圣实体，他没有父亲或母亲，同时又不受空间、时间和维度的约束。
历史上，约鲁巴人通过奥里莎的代表来向奥乐杜马尔表达崇拜，但并没有奥乐杜马尔的图像、神龛或祭品。由于奥乐杜马尔对人类冷漠，对于是否应该直接崇拜他，存在一些争议。奥乐杜马尔是美德和死亡之神，当所有人出生时，他将知识赐予他们。他是全能的、超越的、独特的、无所不知的、亦善亦恶的。当其他奥里莎似乎不愿意或没有能力帮助人类时，约鲁巴人就会呼吁奥乐杜马尔 。奥里莎是超自然的存在，有好的（egungun）也有坏的（ajogun），他们代表人类活动和自然力量。约鲁巴人相信奥乐杜马尔创造宇宙中所有其他力量，来帮助延续宇宙的进化。

## 奥乐杜马尔的故事
在尼日利亚约鲁巴人传说中，有一个提到奥乐杜马尔向下张望整个世界的时候，发现几乎全是一片汪洋大海，他召集了他的两个儿子阿巴塔拉和阿杜杜瓦，给了他们一个口袋、一只母鸡和条蜥蜴，并把他们送到了人间。奥乐杜马尔还在水里种下了一棵棕榈树，兄弟俩就降落在了这棵树上。阿巴塔拉剥开棕榈树树皮，取出里面甜汁酿了一碗粽榈洒，很快就便酩酊大醉倒头而睡。而阿杜杜瓦也从树上爬了下来，他打开父亲给他的口袋，把其中的沙子撒在微凸地面上，再把蜥蜴放在沙地上。蜥蜴慢慢地向前爬行，陆地开始变得坚固。在口袋的最里边，他又发现了一小撮黑土，并将黑土撒在沙地上。母鸡在地上挠啄，陆地慢慢变大最终形成了整个非洲大陆。奥乐杜马尔还给阿杜杜瓦带来了玉米和贝币、以及制作武器农具的铁块。阿杜杜瓦成了约鲁巴的首任国王，他将自己的土地称为伊莱-伊费。
还有一个关于奥乐杜马尔的约鲁巴传说：因为一些奥里莎的行为不端，奥乐杜马尔扣留了世间的雨水。他没有消灭他们，而是看着他们从错误中学习、在干旱中受苦。奥里莎们乞求宽恕，但奥乐杜马尔听不到：因为他在天空中太高了，奥里莎们无法接触到他。最不引人注意的奥里莎奥舒决定自愿尝试。她变成了一只孔雀飞上了天。但她的羽毛被烧掉了，变成了一只秃鹰。尽管如此，她还是继续向上飞行，最终找到了奥乐杜马尔。他赞赏她的牺牲与毅力，并为人间带来了雨水。他任命奥舒为信使，她也是唯一被允许进入天堂与奥乐杜马尔交流的奥里莎。